# Kasteel Cronesteyn
Kasteel Cronesteyn was een kasteel ten zuidoosten van Leiden in Zoeterwoude, aan de oostzijde van de Roomburger Watering (nu de Vliet) bij Lammen. Het kasteel werd gebouwd omstreeks 1300 als een versterkte boerderij. Tegenwoordig ligt het in het openbaar polderpark Cronesteyn en is nog slechts de gracht rond het (niet vrij te betreden) binnenterrein te zien.

## Geschiedenis
Kasteel Cronesteyn is, net als veel kastelen in Nederland, ontstaan uit een min of meer versterkte boerderij. Dat was omstreeks 1300 en die heette toen die Brouck en ook Heer Wouterswerf (naar Wouter van Oud-Haerlem). De latere naam Cronesteyn, op verschillende manieren geschreven, wordt aangetroffen in geschreven bronnen vanaf het begin van de zestiende eeuw, en is ontleend aan het geslacht Van Cronenburg.
In 1325 nam Jan van Polanen het eigendom van het leengoed Wouterswerf over van de nakomelingen van Wouter van Haerlem. Dit leengoed (het latere Cronesteyn) was toen 88 morgen groot. Bewoner was de Leidse schepen Willem Smeder.
In 1404 verkocht de familie van Polanen van de Lek en Breda Wouterswerf aan ridder Floris van Alkemade. Het Huys kreeg de naam Alckemade. Het land was toen 20 morgen groot. Graaf Albrecht verleende op 7 mei 1404 aan Floris het privilege, dat de bewoner zijn poorterschap van Leiden niet zou verbeuren (het goed was immers buiten de stadgrens van Leiden gelegen).
In 1422 volgde Willem van Alkemade zijn vader op als heer van Huys Alckemade, dat later aangeduid ging worden met de naam Cronesteyn, waarschijnlijk vanwege zijn moeder Elisabeth van Cronenburgh, afkomstig uit de Cronenburgh in Loenen aan de Vecht (Pas in 1510 werd in documenten de naam Cronesteyn voor het eerst vermeld).
In 1475 kwam het landgoed Cronesteyn door familiebanden in het bezit van de familie Oem van Wijngaarden. Deze periode duurde bijna anderhalve eeuw, waarin de familie - en met name David van Wijngaarden - na de verwoesting tijdens het beleg van Leiden Cronesteyn weer opbouwde tot een kasteelachtige buitenplaats.
In 1613 werd Cronesteyn door verkocht aan Gillis van Panhuysen. Hij vernieuwde en verfraaide het gebouw. In 1664 ging het eigendom over van de familie Van Panhuysen naar Willem Huijgens, waarna het in 1702 door vererving in het bezit kwam van de familie van Hoeckelom. In 1757 verkocht Maarten van Hoeckelom het dan nog in goede staat verkerende landgoed aan Rogier van Alderwerelt. Hierna trad het verval geleidelijk in. In 1781 kocht Hendrik Kromhout het landgoed om in 1787 tot de afbraak van het kasteeltje Cronesteyn over te gaan. Wat resteerde was de kasteelgracht, die tot op heden in stand is gebleven.
In 1966 werd onder andere de Kleine Cronesteinse of Knotterpolder geannexeerd door Leiden. De grens met Zoeterwoude kwam toen langs de rijksweg A4 te liggen. In 1982 werd hier het Polderpark Cronesteyn gerealiseerd.
Abbenbroek · Abspoel · Adegeest · Slot Alkemade ·  Altena · Arkelsburg · Bellesteyn · Huis ten Berghe · Binckhorst · Binnenhof · Blijdestein · Te Blotinghe · Boekenburg · Boekhorst · Boshuysen · Bulgersteyn · Burcht (Leiden) · Burcht (Voorne) · Slot Capelle · Coebel · Cranenburg · Crayestein · Cronesteyn · Crooswijk · Develstein · 't Huys Dever · Dirks Steenhuis · Ter Does · Duivenstein · Duivenvoorde · Endegeest · Endepoel · Foreest · Giessenburg · Gravensteen · Groot Haesebroek · 's Heeraartsberg · Hof van Wateringen · Holy · Slot Honingen · Kasteel van de Heren van Arkel · Kasteel van Gouda · Keenenburg · Kasteel Keukenhof · Klein Poelgeest · Huis te Langerak · Langestein · Huis te Liesveld · Ter Lips · De Loo · Madeburcht · Marenburch · Meerburg · Huis te Merwede · Huis ter Mey · Kasteel van der Meye · Niemandsvriend · Noordeloos · Oud-Berendrecht · Oud-Poelgeest · Oud Teylingen · Paddenpoel · Persijn · Groot Poelgeest · Hof van Putten · Puttensteyn · Landgoed De Raephorst · Kasteel Ravesteyn · Kasteel van Rhoon · Rijnegom · Rijnenburg · Huis te Riviere · Rodenburg · Hofstad Rodenrijs · Rodenrijs · Rosenburgh · Huis Roucoop · Santhorst · Schelluinderberg · Schonenburg · Kasteel van Schoonhoven · Souburgh · Spangen · Starrenburg · Huis ter Specke · Steenvoorde · Stenevelt · Slot Teylingen · Den Toll · Torenvliet · Slot Valckesteyn · Huis ter Waard · Warmont · Ter Weer · Hof van Wena · Kasteel Westerbeek · Huis te Woude · Kasteel van IJsselmonde · 't Zand · Huis Zevender · Kasteel aan de Zevender · Zijlhof · Zonneveld · Huis Zuidwijk · Zwieten